# Ivar Johansson (réalisateur)
Pour les articles homonymes, voir Ivar Johansson.
Ivar Johansson, né le 20 novembre 1889 à Stråtjära (sv) (Hälsingland) et mort le 6 décembre 1963 à Stockholm, est un réalisateur, scénariste et monteur suédois.

## Biographie
Fils d'agriculteur, Ivar Johansson a quitté le domicile familial très jeune pour aller étudier à Stockholm. Il y obtient son diplôme et étudie ensuite les sciences humaines à l'université. En 1916, il est engagé comme éditeur de texte pour des films muets, ce qui l'amène à travailler d'abord comme monteur de films, puis comme scénariste et réalisateur. Sa première œuvre en tant que réalisateur et scénariste est le film Filmrevyn (sv) (1921). Il écrit ensuite des scénarios pour Folket i Simlångsdalen de Theodor Berthel (1924), Flickan i frack de Karin Swanström et les films Fänrik Ståls sägner-del I et II (1926) et Gustaf Wasa del I et II (1928) de John W. Brunius
Son deuxième film, Rågens rike (sv) (litt. « Le royaume du seigle »), sort en 1929 est fortement influencé par le cinéma d'avant-garde soviétique. Le film a été présenté le même jour que le premier film sonore suédois, La Mélodie du bonheur, et a été éclipsé par ce dernier. Depuis, Rågens rike a été réévalué et est considéré comme une œuvre centrale du cinéma muet suédois. Au cours des 27 années suivantes, Johansson a réalisé 37 films. Dans les années 1930, la plupart de ses films sont influencés par les comédies et les pièces folkloriques de l'époque. Il retourne à sa terre natale et à la nature dans des films tels que Hälsingar (1933), Bränningar (1935) et Storm över skären (sv) (1938).
Dans les années 1940, il remporte un grand succès populaire avec Tänk, om jag gifter mig med prästen (sv) (1941) et La Clinique jaune (sv) (1942).
De 1943 à sa mort, il est marié à la photographe et productrice de télévision Birgitta Pramm-Johansson.

## Filmographie

### Réalisateur
- 1921 : Filmrevyn (sv)
- 1929 : Rågens rike (sv)
- 1930 : Stockholms hamn (sv)
- 1931 : Skepparkärlek (sv)
- 1932 : Lyckans gullgossar (sv)
- 1933 : Hälsingar (sv)
- 1933 : Bomans pojke (sv)
- 1934 : Sången till henne
- 1934 : Uppsagd (sv)
- 1935 : Bränningar
- 1935 : Grabbarna i 57:an (sv)
- 1936 : Fröken blir piga (sv)
- 1937 : Mamma gifter sig (sv)
- 1938 : I nöd och lust (sv)
- 1938 : Storm över skären (sv)
- 1939 : Oss baroner emellan (sv)
- 1939 : Åh, en så'n grabb (sv)
- 1940 : Snurriga familjen (sv)
- 1941 : Gatans serenad (sv)
- 1941 : Tänk, om jag gifter mig med prästen (sv)
- 1941 : Tåget går klockan 9 (sv)
- 1941 : Springpojkar är vi allihopa (sv)
- 1942 : La Clinique jaune (sv) (Gula kliniken)
- 1942 : Ta hand om Ulla (sv)
- 1943 : Ungt blod (sv)
- 1943 : Fångad av en röst (sv)
- 1944 : Örnungar (sv)
- 1944 : Skogen är vår arvedel (sv)
- 1945 : Bröderna Östermans huskors (sv)
- 1945 : Bonheur et détresse des mères (sv) (Moderskapets kval och lycka)
- 1946 : Bröllopet på Solö (sv)
- 1947 : Livet i Finnskogarna (sv)
- 1947 : Ådalens poesi (sv)
- 1948 : Marknadsafton (sv)
- 1949 : Lång-Lasse i Delsbo (sv)
- 1949 : Hin och smålänningen (sv)
- 1949 : Delsbostintan språkar litet om Lång-Lasse (sv)
- 1950 : Rågens rike (sv)
- 1952 : Kalle Karlsson från Jularbo (sv)
- 1952 : När syrenerna blomma (sv)
- 1953 : Ursula – flickan i finnskogarna (sv)
- 1954 : De röda hästarna (sv)
- 1955 : Finnskogens folk (sv)